# Ciśnienie krytyczne

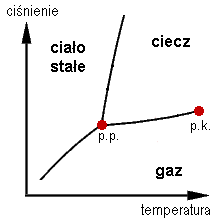
Punkt potrójny (p.p.) i punkt krytyczny (p.k.) na wykresie równowagi faz dla czystej substancji

Ciśnienie krytyczne – graniczne ciśnienie, poniżej którego nie jest możliwe przeprowadzenie gazu w stan ciekły w temperaturze krytycznej. Jest jednym z parametrów punktu krytycznego. Po przekroczeniu ciśnienia, jak i temperatury krytycznej, substancja przechodzi w stan nadkrytyczny.
Przykładowe wartości ciśnienia krytycznego to: woda: ok. 218 atm, benzen: ok. 48 atm, wodór: ok. 13 atm.